# Communauté de communes de la Sologne des Rivières
La communauté de communes de la Sologne des Rivières est une communauté de communes française, située dans le département de Loir-et-Cher et la région Centre-Val de Loire.

## Historique
Elle est créée par un arrêté en date du 27 novembre 2003, avec effet au 1er janvier 2004.
Le 1er janvier 2019, Marcilly-en-Gault rejoint la communauté de communes de la Sologne des Étangs.

## Territoire communautaire

### Géographie
Située au sud-est du département de Loir-et-Cher, la communauté de communes La Sologne des Rivières regroupe 7 communes et présente une superficie de 497,2 km2.

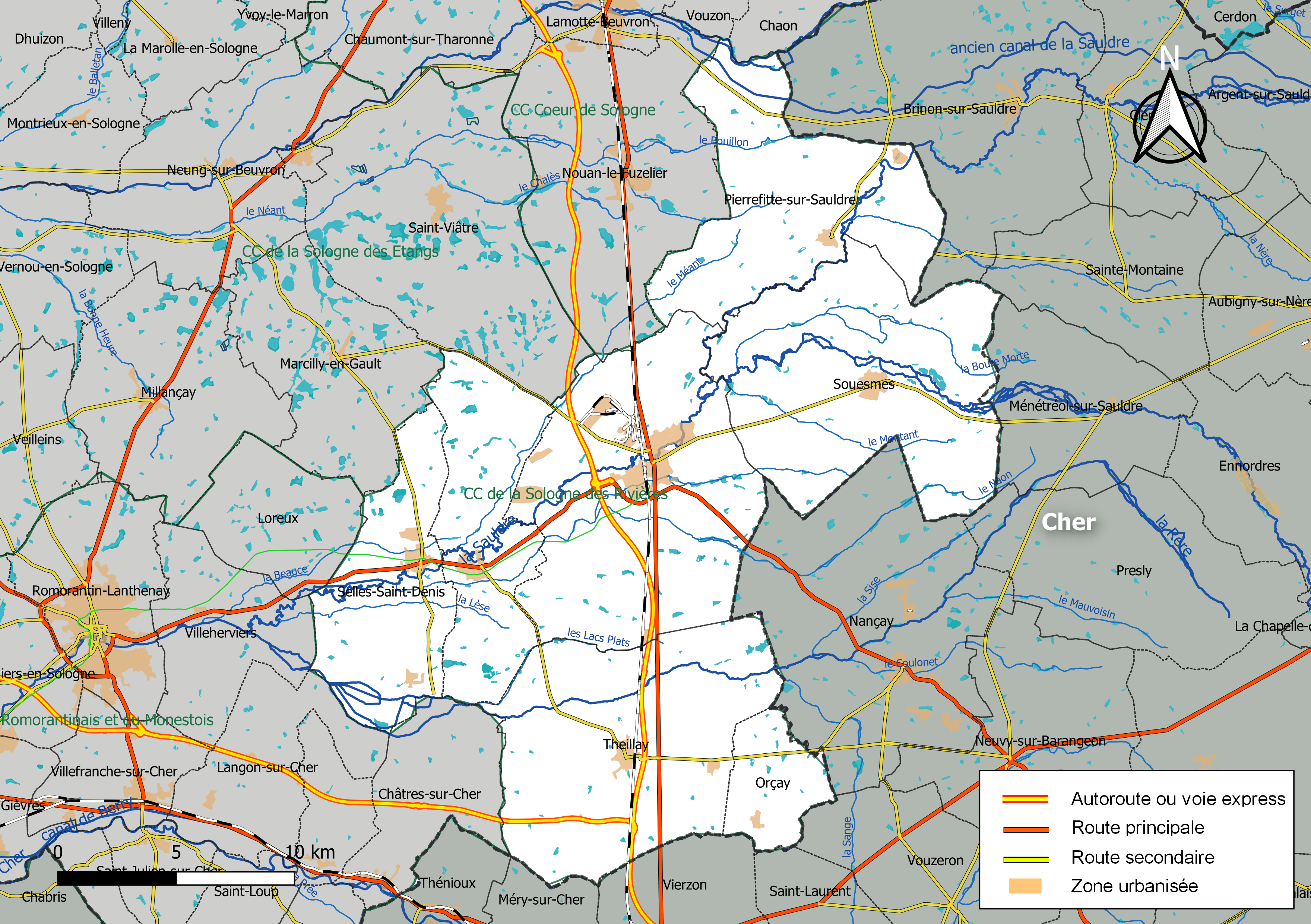
Carte de la communauté de communes La Sologne des Rivières au 1er janvier 2019.

### Composition
La communauté de communes est composée des 7 communes suivantes :

| Nom                     | Code Insee | Gentilé       | Superficie (km2) | Population (dernière pop. légale) | Densité (hab./km2) |
| ----------------------- | ---------- | ------------- | ---------------- | --------------------------------- | ------------------ |
| Salbris (siège)         | 41232      | Salbrisiens   | 106,61           | 4 880 (2022)                      | 46                 |
| La Ferté-Imbault        | 41084      | Fertois       | 50,02            | 951 (2022)                        | 19                 |
| Orçay                   | 41168      | Orçayais      | 18,75            | 216 (2022)                        | 12                 |
| Pierrefitte-sur-Sauldre | 41176      | Pierrefittois | 74,96            | 752 (2022)                        | 10                 |
| Selles-Saint-Denis      | 41241      | Sellois       | 50,98            | 1 340 (2022)                      | 26                 |
| Souesmes                | 41249      | Souesmois     | 99,5             | 1 013 (2022)                      | 10                 |
| Theillay                | 41256      | Theillois     | 96,38            | 1 252 (2022)                      | 13                 |

### Démographie
| 1968   | 1975   | 1982   | 1990   | 1999   | 2010   | 2015   | 2021   |
| ------ | ------ | ------ | ------ | ------ | ------ | ------ | ------ |
| 11 045 | 11 607 | 11 889 | 11 912 | 11 773 | 11 409 | 11 109 | 10 430 |

## Administration

### Siège
Le siège de la communauté d'agglomération est situé à Salbris, 6 rue des écoles.

### Les élus
Le conseil communautaire de la communauté de communes se compose de 27 conseillers, représentant chacune des communes membres et élus pour une durée de six ans.
Ils sont répartis comme suit :
| Nombre de conseillers | Communes                                  |
| --------------------- | ----------------------------------------- |
| 13                    | Salbris                                   |
| 3                     | Selles-Saint-Denis, Souesmes, Theillay    |
| 2                     | La Ferté-Imbault, Pierrefitte-sur-Sauldre |
| 1 (+1 suppléant)      | Orçay                                     |

### Présidence
À la suite des élections municipales et communautaires de 2020, le conseil communautaire élit Alexandre Avril président de la communauté de communes ainsi que cinq vice-présidents.
| Période                                  | Période  | Identité        | Étiquette | Qualité                        |
| ---------------------------------------- | -------- | --------------- | --------- | ------------------------------ |
| Les données manquantes sont à compléter. |          |                 |           |                                |
| 2014                                     | 2020     | Olivier Pavy    | DVC       | Maire de Salbris (2014 → 2020) |
| 2020                                     | en cours | Alexandre Avril | DVD       | Maire de Salbris (2020 → )     |

### Compétences

#### Compétences obligatoires

##### Aménagement de l'espace
- Élaboration, révision et modification des documents d'urbanisme (P.L.U. communaux ou intercommunaux, cartes communales, schéma de cohérence territoriale et schéma de secteur)
  - Pour les documents dénommés P.L.U. : les P.L.U. communaux seront préférés au P.L.U. intercommunal,
  - Tous les documents nécessaires au contenu fixé dans le cadre de l'élaboration des documents d'urbanisme (ex. : Schéma Directeur d'Assainissement pour les P.L.U., autres),
  - La compétence de l'instruction et de la signature des A.D.S. (autorisations de droits des sols) reste du pouvoir propre du maire,
- Maîtrise d'ouvrage de toutes actions et études en faveur du développement durable du territoire et de l'aménagement (exemple : agenda 21),
- Aménagement du territoire intercommunal en matière d'équipements publics sociaux, sportifs, culturels, de logement, d'infrastructures de communication, de transport, d'énergie : études et diagnostics, commerces
- Exploitation et gestion d'un S.I.G. intercommunal (système informatique géographique : cadastre, réseaux, etc.),
- Création, réalisation et gestion des futures zones d'aménagement concerté (Z.A.C.), à vocation économique et d'habitat, d'une superficie supérieure à 30 hectares,
- Institution de zones d'aménagement différé (Z.A.D.), exercice du droit de préemption en Z.A.D. et droit de préemption urbain (D.P.U.) à la demande des communes membres,
- Procédure nécessaire à la maîtrise du foncier (D.U.P. : déclaration d'utilité publique).

##### Développement économique
- Aménagement et gestion de la Z.A.C. du Jardin d'Entreprises.

- Gestion de la zone d'activités dite " groupes A et B du GIAT " après reconversion et rétrocession desdits territoires par son propriétaire.

Ces territoires, ci-dessus désignés, sont reconnus d'intérêt communautaire et soumis au régime de la taxe professionnelle de zone.
- création, extension, aménagement, équipement et gestion des futures zones d'aménagement concerté (Z.A.C.), à vocation économique :

1. à caractère commercial,
2. à caractère industriel et de services,
3. à caractère artisanal.

- actions de développement économique favorisation l'accueil et le développement des entreprises :

1. adhésion à la Maison de l'emploi de Romorantin-Lanthenay,

O.R.A.C. (opération de restructuration de l'artisanat et du commerce).

#### Compétences optionnelles

##### Protection et mise en valeur de l'environnement
- Collecte, gestion des déchèteries et traitement des ordures ménagères, perception de la T.E.O.M.

- Études et mise en œuvre des interconnexions relatives au schéma départemental d'alimentation en eau potable entre les communes de la communauté.

- Création, réalisation et gestion du Service Public d'Assainissement Non Collectif :

- - Reprise des zonages d'assainissement non collectif des communes,
  - Réalisation et modification des zonages d'assainissement non collectif des communes,
  - Diagnostic et contrôle des installations,
  - Fonctionnement dans le cadre d'une régie personnalisée avec recours à un prestataire de service,
  - Rédaction du règlement du S.P.A.N.C.

##### Politique du logement et du cadre de vie
- Études d'un P.L.H. (plan local de l'habitat), d'une O.P.A.H. (opération programmée d'amélioration de l'habitat) et d'une O.R.A.C. (opération de restructuration de l'artisanat et du commerce) et mise en œuvre de ces opérations,

- Acquisitions foncières, création, aménagement et gestion d'aires d'accueil des gens du voyage.

- Logement social et actions en faveur des personnes défavorisées :

- - O.P.A.H. (opération programmée d'amélioration de l'habitat) et mise en œuvre de ces opérations,
  - Acquisitions foncières, création, aménagement et gestion d'aires d'accueil des gens du voyage,
  - Études d'un P.L.H. (plan local de l'habitat)

- Développement et aménagement sportif de l'espace communautaire : construction, aménagement, entretien et gestion des équipements sportifs d'intérêt communautaire.

- - Est déclaré d'intérêt communautaire la construction, l'entretien et la gestion de la piscine intercommunale dite "Établissement ludique, touristique et sportif".

- Action sociale :

Politique petite enfance / enfance / jeunesse :
- - Gestion des équipements : crèche - multi-accueil - relais assistantes maternelles,
  - Acquisition et gestion de nouveaux équipements d'accueil et d'hébergement petite enfance / enfance / jeunesse,
  - Création et gestion des centres de loisirs sans hébergement,
  - Création et gestion des équipements périscolaires,
  - Politique d'accueil, d'hébergement et de gestion de la petite enfance / enfance / jeunesse sur le territoire intercommunal,
  - Ludothèque.
  - instruction des documents d'urbanisme.

#### Autres compétences

##### Tourisme
- Gestion du chemin de l'ancienne emprise du Blanc Argent.

- Études des nouveaux projets structurants à caractère touristique sur le territoire communautaire,

- Valorisation des chemins de randonnées par la réalisation de toutes actions de communication, création de fiches-circuits avec mise en place de signalétique,

- Politique touristique sur le territoire intercommunal :

- - Acquisitions foncières, création, aménagement et gestion d'un office de tourisme intercommunal et mise en œuvre de la politique touristique,
  - Aménagement, entretien et gestion des itinéraires du dispositif "La Sologne à Vélo".

##### Action sociale
- Participation au dispositif d'aide au maintien à domicile des personnes âgées par un partenariat avec la maison de retraite de SALBRIS.

### Régime fiscal et budget
Le régime fiscal de la communauté d'agglomération est la fiscalité professionnelle unique (FPU).

## Pour approfondir